# Voluntari
Voluntari là một thị xã thuộc hạt Ilfov, România. Dân số thời điểm năm 2002 là 29995 người.